# 1961 في الولايات المتحدة
فيما يلي قوائم الأحداث التي وقعت خلال عام 1961 في الولايات المتحدة.

## أحداث
- 11 يوليو – يونايتد إيرلاينز الرحلة 859

## سياسة

### تعيين في المنصب
- 1 يناير – أرشيبالد كوكس النائب العام للولايات المتحدة [الإنجليزية]‏.
- 1 يناير – إدوارد كينيدي المدعي العام [الإنجليزية]‏.
- 1 يناير – تشارلز ويلسون عضو مجلس نواب تكساس.
- 1 يناير – جيم غاريسون المدعي العام [الإنجليزية]‏.
- 3 يناير – هيو كاري عضو مجلس النواب الأمريكي.
- 5 يناير – تيري سانفورد حاكم كارولينا الشمالية [الإنجليزية]‏.
- 5 يناير – جون أنتوني فولبي حاكم ماساتشوستس [الإنجليزية]‏.
- 9 يناير – اوتو كيرنر، الابن حاكم إلينوي [الإنجليزية]‏.
- 16 يناير – وليام والاس بارون حاكم فرجينيا الغربية  [لغات أخرى]‏.
- 20 يناير – أورفيل فريمان وزير الزراعة في الولايات المتحدة.
- 20 يناير – جاكلين كينيدي السيدة الأولى للولايات المتحدة.
- 20 يناير – جون كينيدي رئيس الولايات المتحدة.
- 20 يناير – روبرت كينيدي نائب عام الولايات المتحدة.
- 20 يناير – ليدي بيرد جونسون السيدة الثانية للولايات المتحدة.
- 20 يناير – والت ويتمان روستو نائب مستشار الأمن القومي (الولايات المتحدة)،Director of Policy Planning [الإنجليزية]‏.
- 21 يناير – آرثر غولدبرغ وزير العمل الأمريكي.
- 21 يناير – دين راسك وزير الخارجية الأمريكي.
- 21 يناير – روبرت ماكنامارا وزير الدفاع الأمريكي.
- 21 يناير – ستيوارت يودال وزير داخلية الولايات المتحدة.
- 21 يناير – سي دوغلاس ديلون وزير الخزانة الأمريكي.
- 25 يناير – جون كونالي الأمين العام.
- 1 أغسطس – جورج ويلان أندرسون، الابن رئيس العمليات البحرية.

### انتهاء فترة المنصب
- 1 يناير – جون ديفيس لودج قائمة سفراء الولايات المتحدة لدى إسبانيا.
- 1 يناير – غيرهارد مينين ويليامز حاكم ميشيغان [الإنجليزية]‏.
- 2 يناير – أورفيل فريمان حاكم مينيسوتا [الإنجليزية]‏.
- 2 يناير – جون جيه هيكي حاكم وايومنغ  [لغات أخرى]‏.
- 3 يناير – تشيستر بولز عضو مجلس النواب الأمريكي.
- 3 يناير – ليندون جونسون عضو مجلس الشيوخ الأمريكي.
- 4 يناير – جون ديفيس حاكم شمال داكوتا [الإنجليزية]‏.
- 20 يناير – بات نيكسون السيدة الثانية للولايات المتحدة.
- 20 يناير – توماس غيتس الابن وزير الدفاع الأمريكي.
- 20 يناير – دوايت أيزنهاور رئيس الولايات المتحدة.
- 20 يناير – روبرت ب. أندرسون وزير الخزانة الأمريكي.
- 20 يناير – فريد أندرو سيتون وزير داخلية الولايات المتحدة.
- 20 يناير – كريستيان هيرتر وزير الخارجية الأمريكي.
- 20 يناير – مامي ايزنهاور السيدة الأولى للولايات المتحدة.
- 20 يناير – وليام روجرز نائب عام الولايات المتحدة.
- 21 يناير – ستيوارت يودال عضو مجلس النواب الأمريكي.
- 26 نوفمبر – هنري ستيلس بريدجس عضو مجلس الشيوخ الأمريكي.
- 29 نوفمبر – ألين ويلش دالاس مدير الاستخبارات المركزية.
- 4 ديسمبر – والت ويتمان روستو نائب مستشار الأمن القومي (الولايات المتحدة).
- 20 ديسمبر – جون كونالي الأمين العام.

## رياضة
- 1 يناير – إنديانابوليس 500 سنة 1961

## ظهور
- 1 يناير – ذا بيتش بويز
- 1 يناير – موسيقى السول

## أفلام
من الأفلام التي صدرت هذه السنة في الولايات المتحدة:
- 1 يناير – الإفطار عند تيفاني من إخراج بليك إدواردز.
- 1 يناير – المحتال من إخراج Robert Rossen [الإنجليزية]‏.
- 1 يناير – حكم في نورمبرغ من إخراج ستانلي كرامر.
- 1 يناير – روعة بين العشب من إخراج إيليا كازان.
- 1 يناير – قصة الحي الغربي من إخراج جيرومي روبين، روبرت وايز.
- 1 يناير – وحش يوكا فلاتس من إخراج كولمان فرانسيس.
- 27 أبريل – أسلحة نافارون من إخراج جيه. لي تومسون.

## برامج ومسلسلات وأنمي
- فلينستون

## كتب
من الكتب التي صدرت هذه السنة في الولايات المتحدة:
- 1 يناير – البيت المنبوذ من تأليف هوارد فيليبس لافكرافت.
- 1 يناير – ثلوج كلمنجارو من تأليف إرنست همينغوي.
- 1 يناير – شتاء السخط من تأليف جون ستاينبيك.
- 1 يونيو – غريب في أرض غريبة من تأليف روبرت أنسون هاينلاين.
- 10 نوفمبر – كاتش-22 من تأليف جوزيف هيلر.
- 31 ديسمبر – الطريق الثوري من تأليف ريتشارد ييتس.

## مواليد

### يناير
- 1 يناير – أماندا سيمبسون
- 1 يناير – بريت براون
- 1 يناير – كيفن سلاوين طبيب مسالك بولية من الولايات المتحدة الأمريكية.
- 2 يناير – تود هينز
- 2 يناير – مايكل يونغ
- 4 يناير – جيم روينسكي لاعب كرة سلة أمريكي.
- 4 يناير – سيدني غرين
- 4 يناير – كليف ليفينغستون
- 8 يناير – غرانفيل ويترس لاعب كرة سلة أمريكي.
- 9 يناير – آل جان
- 10 يناير – جانيت جونز ممثلة أمريكية.
- 13 يناير – إيرل جونز لاعب كرة سلة أمريكي.
- 13 يناير – جوليا لوي دريفوس
- 17 يناير – أليكس راموس ملاكم من الولايات المتحدة الأمريكية.
- 17 يناير – ديرك مينيفيلد لاعب كرة سلة أمريكي.
- 17 يناير – كيرك بوفيل ممثل أمريكي.
- 18 يناير – بوب هانسن لاعب كرة سلة أمريكي.
- 22 يناير – كوينتين ديلي لاعب كرة سلة أمريكي.
- 29 يناير – مايكل فيريس كاتب سيناريو أمريكي.
- 30 يناير – دكستر سكوت كينغ ممثل أمريكي.

### فبراير
- 3 فبراير – بروس كوسينسكي لاعب كرة سلة أمريكي.
- 3 فبراير – كيث غوردون ممثل ومخرج أمريكي.
- 3 فبراير – ليندا إدير
- 4 فبراير – ريموند غوزه لاعب كرة سلة بورتوريكي.
- 5 فبراير – بروس تيم
- 5 فبراير – توني بالتازار ملاكم من الولايات المتحدة الأمريكية.
- 5 فبراير – تيم ميدوز
- 7 فبراير – ألان ويست سياسي أمريكي.
- 10 فبراير – ألكسندر باين
- 11 فبراير – كاري لويل ممثلة أمريكية.
- 13 فبراير – هنري رولينز
- 18 فبراير – أليسيا مولتون لاعبة كرة مضرب من الولايات المتحدة.
- 19 فبراير – جون بينون
- 21 فبراير – كريستوفر أتكينز
- 24 فبراير – إلين ستوفان
- 27 فبراير – تيرينس ستانسبوري لاعب كرة سلة أمريكي.
- 27 فبراير – جيمس وورثي لاعب كرة سلة أمريكي.

### مارس
- 3 مارس – ماري كيلر
- 4 مارس – راي مانشيني
- 4 مارس – ستيفن ويبر ممثل أمريكي.
- 5 مارس – فريدي روتش
- 8 مارس – كامرين مانهايم
- 9 مارس – داريل ووكر
- 10 مارس – لوريل كلارك
- 15 مارس – تيري كامنغز لاعب كرة سلة أمريكي.
- 17 مارس – سام باوي لاعب كرة سلة أمريكي.
- 19 مارس – آرثر بنجامين رياضياتي أمريكي.
- 20 مارس – لويس شيريلو ممثل أمريكي.
- 25 مارس – ريجي فيس-إميه مدير من الولايات المتحدة الأمريكية.
- 26 مارس – جو بينيون لاعب كرة سلة أمريكي.
- 28 مارس – بايرون سكوت
- 28 مارس – فيكتوريا أوستين كاتبة من الولايات المتحدة الأمريكية.
- 29 مارس – إيمي سيداريس
- 31 مارس – غاري وينيك منتج أفلام أمريكي.
- 31 مارس – هوارد غوردون

### أبريل
- 2 أبريل – كريستوفر ميلوني ممثل أمريكي.
- 3 أبريل – إيدي ميرفي
- 6 أبريل – بريان ب. باتاغليا
- 7 أبريل – ثورل بيلي لاعب كرة سلة أمريكي.
- 11 أبريل – فنسنت غالو
- 12 أبريل – جاي دبليو بيكر ممثل أمريكي.
- 13 أبريل – روبرت ويليام فيشر
- 15 أبريل – كارول غريدر
- 18 أبريل – جون بودهوريتز كاتب أمريكي.
- 19 أبريل – ريتشارد فولتس
- 23 أبريل – جورج لوبيز
- 24 أبريل – روجر مايويذر ملاكم من الولايات المتحدة الأمريكية.
- 28 أبريل – جاميسون برايس ممثل أمريكي.
- 30 أبريل – إسياه توماس

### مايو
- 2 مايو – روي هينسون لاعب كرة سلة أمريكي.
- 5 مايو – روب ويليامز لاعب كرة سلة أمريكي.
- 6 مايو – جورج كلوني ممثل، صانع أفلام وناشط أمريكي.
- 6 مايو – والي وينغيرت ممثل أمريكي.
- 8 مايو – بيل دي بلازيو سياسي أمريكي.
- 9 مايو – جلين لاينديكير لاعب كرة مضرب من الولايات المتحدة.
- 9 مايو – جون كوربيت
- 9 مايو – شيب إنجلاند
- 13 مايو – دينيس رودمان لاعب كرة سلة أمريكي.
- 15 مايو – بيل برادي سياسي من الولايات المتحدة الأمريكية.
- 16 مايو – تشارلز رايت
- 17 مايو – بروس توماس
- 21 مايو – برنت بريسكو
- 22 مايو – آن كوزاك ممثلة أمريكية.
- 22 مايو – لوري جارفر
- 24 أبريل – روجر مايويذر ملاكم من الولايات المتحدة الأمريكية.
- 25 مايو – بول تومبسون لاعب كرة سلة من الولايات المتحدة الأمريكية.
- 28 مايو – ستيف كليفورد
- 31 مايو – ليا تومبسن

### يونيو
- 1 يونيو – جون غراهام اقتصادي من الولايات المتحدة الأمريكية.
- 3 يونيو – لورانس ليسيج سياسي أمريكي.
- 4 يونيو – جولي وايت ممثلة أمريكية.
- 5 يونيو – ماري بيرغمان
- 8 يونيو – كريستوفر شافيز مصارع محترف من الولايات المتحدة الأمريكية.
- 9 يونيو – آرون سوركين
- 12 يونيو – جون سي بايز
- 14 يونيو – سام بيركينز لاعب كرة سلة من الولايات المتحدة الأمريكية.
- 15 يونيو – جيم هانكس ممثل أمريكي.
- 23 يونيو – لاسال تومسون لاعب كرة سلة أمريكي.
- 26 يونيو – جريج لوموند درّاج طريق من الولايات المتحدة الأمريكية.
- 28 يونيو – جيف مالون
- 29 يونيو – شارون لورانس ممثلة أمريكية.

### يوليو
- 1 يوليو – فيكتوريا نولاند دبلوماسية أمريكية.
- 1 يوليو – كارل لويس
- 2 يوليو – جون سوندفولد لاعب كرة سلة أمريكي.
- 2 يوليو – كلارك كيلوج لاعب كرة سلة أمريكي.
- 4 يوليو – برندان آيخ
- 4 يوليو – كوني باراسكفين
- 8 يوليو – توبي كيث
- 8 يوليو – والي فيستر
- 9 يوليو – رايموند كروز ممثل أمريكي.
- 13 يوليو – رون سيسنيروس ملاكم من الولايات المتحدة الأمريكية.
- 14 يوليو – جاكي إيرل هالي ممثل أمريكي.
- 15 يوليو – سكوت ريتر مفتش أسلحة الأمم المتحدة في العراق المكلفة بالبحث عن أسلحة الدمار الشامل.
- 15 يوليو – فورست ويتكر ممثل أمريكي.
- 15 يوليو – كريس مكنيلي لاعب كرة سلة من الولايات المتحدة الأمريكية.
- 15 يوليو – كين أوستن لاعب كرة سلة أمريكي.
- 18 يوليو – إليزابيث ماكغفرن
- 19 يوليو – كامبل سكوت
- 19 يوليو – ليزا لامبانيلي
- 22 يوليو – باتريك ماكدونو درّاج طريق من الولايات المتحدة الأمريكية.
- 23 يوليو – أنطوان كار لاعب كرة سلة أمريكي.
- 23 يوليو – وودي هارلسون ممثل أمريكي.
- 25 يوليو – كاثرين لانج ممثلة أمريكية.
- 27 يوليو – دانيال جيم بربانك رائد فضاء أمريكي.
- 30 يوليو – داني سالتز لاعب كرة مضرب أمريكي.
- 30 يوليو – لورنس فيشبورن

### أغسطس
- 1 أغسطس – مايكل ديفيس
- 4 أغسطس – باراك أوباما الرئيس الرابع والأربعون للولايات المتحدة الأمريكية.
- 4 أغسطس – مايكل هولتون
- 5 أغسطس – جريج كايت لاعب كرة سلة أمريكي.
- 6 أغسطس – ماري لو دانيلز لاعبة كرة مضرب أمريكية.
- 7 أغسطس – ديفيد جيه ايشر
- 8 أغسطس – رون كلين محامي أمريكي.
- 9 أغسطس – براد جيلبرت لاعب كرة مضرب من الولايات المتحدة.
- 9 أغسطس – داين سوتل لاعب كرة سلة أمريكي.
- 11 أغسطس – فريدريك و. ستوركو رائد فضاء أمريكي.
- 11 أغسطس – كريغ إهلو لاعب كرة سلة أمريكي.
- 13 أغسطس – تشاد براون
- 16 أغسطس – رودني هارمون لاعب كرة مضرب من الولايات المتحدة.
- 18 أغسطس – توني شيمل
- 18 أغسطس – تيموثي غايتنر سياسي أمريكي.
- 18 أغسطس – جلين بلامر ممثل أمريكي.
- 21 أغسطس – ديفيد مورليس
- 21 أغسطس – ستيفن هيلنبرغ
- 21 أغسطس – ميتشل أندرسون ممثل أمريكي.
- 23 أغسطس – دينيس ميلتون ملاكم من الولايات المتحدة الأمريكية.
- 25 أغسطس – بيلي ري سايرس
- 27 أغسطس – توم فورد
- 28 أغسطس – جينيفر كوليدج ممثلة أمريكية.
- 29 أغسطس – رودني مكراي لاعب كرة سلة أمريكي.

### سبتمبر
- 1 سبتمبر – جيف كروس لاعب كرة سلة من الولايات المتحدة الأمريكية.
- 1 سبتمبر – دي دي مايرز
- 1 سبتمبر – سكوت شارليز بيغلو مصارع محترف من الولايات المتحدة الأمريكية.
- 1 سبتمبر – كاترينا يوشتشينكو سياسية من الولايات المتحدة الأمريكية.
- 1 سبتمبر – كريستوفر فيرغسون رائد فضاء أمريكي.
- 5 سبتمبر – راسل كروس لاعب كرة سلة أمريكي.
- 7 سبتمبر – دونالد كاري ملاكم من الولايات المتحدة الأمريكية.
- 7 سبتمبر – غاري ج. فوليسكي
- 11 سبتمبر – فيرجينيا مادسن
- 11 سبتمبر – كيفين ويليامز لاعب كرة سلة أمريكي.
- 13 سبتمبر – بيتر روسكام سياسي أمريكي.
- 13 سبتمبر – ديف موستين موسيقي أمريكي.
- 15 سبتمبر – دانييل مارينو
- 17 سبتمبر – جيم كورنيت
- 18 سبتمبر – جيمس غاندولفيني ممثل أمريكي.
- 21 سبتمبر – بيلي كولينز جونيور ملاكم من الولايات المتحدة الأمريكية.
- 22 سبتمبر – بوني هنت
- 23 سبتمبر – بروس كوهن منتج أفلام أمريكي.
- 23 سبتمبر – ويليام ماكول رائد فضاء أمريكي.
- 25 سبتمبر – فرانكي راندال ملاكم من الولايات المتحدة الأمريكية.
- 25 سبتمبر – هيذر لوكلير ممثلة أمريكية.
- 27 سبتمبر – نوريس كولمان لاعب كرة سلة أمريكي.
- 28 سبتمبر – آن وايت لاعبة كرة مضرب أمريكية.
- 29 سبتمبر – إدي فيليبس لاعب كرة سلة أمريكي.
- 30 سبتمبر – إريك ستولتز

### أكتوبر
- 1 أكتوبر – ريكو قسطنطينو مصارع محترف من الولايات المتحدة الأمريكية.
- 3 أكتوبر – مايك فيلبس لاعب كرة سلة أمريكي.
- 4 أكتوبر – دايفيد هاربر ممثل أمريكي.
- 7 أكتوبر – توماس بيريز سياسي أمريكي.
- 10 أكتوبر – بونيتا فريدريسي ممثلة أمريكية.
- 13 أكتوبر – دوك ريفرز
- 13 أكتوبر – ديريك هاربر لاعب كرة سلة أمريكي.
- 22 أكتوبر – باربارا بوتر لاعبة كرة مضرب من الولايات المتحدة.
- 22 أكتوبر – تود ألكوت
- 25 أكتوبر – شاد سميث موسيقي أمريكي.
- 26 أكتوبر – أوثيل ويلسون
- 26 أكتوبر – ديلان ماكديرموت
- 26 أكتوبر – هوارد كارتر لاعب كرة سلة من الولايات المتحدة الأمريكية.
- 30 أكتوبر – رونالد جيه غاران رائد فضاء أمريكي.

### نوفمبر
- 1 نوفمبر – آن دونوفان
- 1 نوفمبر – ديريك سميث لاعب كرة سلة من الولايات المتحدة الأمريكية.
- 3 نوفمبر – بريان بيردويل سياسي أمريكي.
- 4 نوفمبر – رالف ماتشيو ممثل أمريكي.
- 4 نوفمبر – غاري كولينغ ممثل أمريكي.
- 5 نوفمبر – آلان جي بويندكستر رائد فضاء أمريكي.
- 5 نوفمبر – تشارلز أ. هوبو رائد فضاء أمريكي.
- 8 نوفمبر – جون كوستيلو ممثل أمريكي.
- 8 نوفمبر – هوارد إ. واسدين كاتب سير ذاتية من الولايات المتحدة الأمريكية.
- 10 نوفمبر – غرانت كرامر ممثل أمريكي.
- 14 نوفمبر – بن كولمان لاعب كرة سلة أمريكي.
- 16 نوفمبر – برونو أماتو
- 18 نوفمبر – نيك تشينلوند ممثل أمريكي.
- 19 نوفمبر – ميغ رايان
- 22 نوفمبر – مارييل همنغواي
- 29 نوفمبر – توم سيزمور
- 29 نوفمبر – كيم ديلاني ممثلة أمريكية.

### ديسمبر
- 8 ديسمبر – آن كولتر
- 9 ديسمبر – نيل وولين سياسي من الولايات المتحدة الأمريكية.
- 16 ديسمبر – بيل هيكس
- 16 ديسمبر – جون تيني ممثل أمريكي.
- 16 ديسمبر – شاين بلاك
- 18 ديسمبر – انجي ستون ممثلة أمريكية.
- 19 ديسمبر – أبيغيل جونسون
- 19 ديسمبر – إيريك ألين كورنيل فيزيائي أمريكي.
- 19 ديسمبر – سكوت كوهن ممثل أمريكي.
- 20 ديسمبر – فريدي سبنسر متسابق دراجات نارية من الولايات المتحدة الأمريكية.
- 24 ديسمبر – ماري بارا
- 24 ديسمبر – ويد وليامز ممثل أمريكي.
- 30 ديسمبر – شان هانيتي
- 30 ديسمبر – هنري تشو
- 31 ديسمبر – جوانا جونسون ممثلة أمريكية.

## وفيات

### يناير
- 1 يناير – جوليان ميلر (مواليد 1890) عالم نبات من الولايات المتحدة الأمريكية.
- 9 يناير – إميلي جرين بالش (مواليد 1867)
- 10 يناير – داشييل هاميت (مواليد 1894) كاتب أمريكي.

### فبراير
- 3 فبراير – آنا ماي وونغ (مواليد 1905)
- 21 فبراير – فريدريك مكينلي جونز (مواليد 1893)

### مارس
- 17 مارس – سوزانا مادورا سالتر (مواليد 1860) سياسية من الولايات المتحدة الأمريكية.

### أبريل
- 11 أبريل – أليس هاول (مواليد 1888) ممثلة أمريكية.
- 17 أبريل – إلدا إيما أندرسون (مواليد 1899) فيزيائية أمريكية.
- 20 أبريل – آل سنجر (مواليد 1909) ملاكم من الولايات المتحدة الأمريكية.
- 29 أبريل – بيلي جيلبرت (مواليد 1891) ممثل ومخرج أمريكي.

### مايو
- 4 مايو – أنيتا ستيوارت (مواليد 1896)
- 13 مايو – غاري كوبر (مواليد 1901) ممثل أمريكي.
- 21 مايو – جون إتش ترمبل (مواليد 1873) سياسي أمريكي.
- 22 مايو – إدوارد فرنسيس كلاين (مواليد 1891) ممثل ومخرج أمريكي.
- 22 مايو – جوان ديفيس (مواليد 1907)

### يونيو
- 2 يونيو – جورج كوفمن (مواليد 1889) كاتب أمريكي.
- 9 يونيو – جورج بي فرينش (مواليد 1883) ممثل من الولايات المتحدة الأمريكية.
- 17 يونيو – جيف شاندلير (مواليد 1918)
- 25 يونيو – وليام الفيس سلون (مواليد 1867)
- 30 يونيو – لي دي فورست (مواليد 1873)

### يوليو
- 2 يوليو – إرنست همينغوي (مواليد 1899) كاتب وصحفي أمريكي.
- 4 يوليو – فرانكلين فارنوم (مواليد 1878) ممثل أمريكي.
- 9 يوليو – ويتاكر تشامبرز (مواليد 1901)
- 15 يوليو – دون سونديرلاج (مواليد 1929) لاعب كرة سلة أمريكي.
- 17 يوليو – تاي كوب (مواليد 1886) لاعب كرة قاعدة من الولايات المتحدة الأمريكية.
- 17 يوليو – هربرت بيل (مواليد 1884) سياسي أمريكي.
- 28 يوليو – هاري جريبون (مواليد 1885) ممثل من الولايات المتحدة الأمريكية.

### أغسطس
- 9 أغسطس – والتر سميث (مواليد 1895)
- 18 أغسطس – ليرند هاند (مواليد 1872)
- 20 أغسطس – بيرسي ويليامز بريجمان (مواليد 1882) فيزيائي أمريكي.
- 23 أغسطس – بيلز رايت (مواليد 1879) لاعب كرة مضرب من الولايات المتحدة.
- 26 أغسطس – هاورد بيرسي روبرتسون (مواليد 1903)
- 30 أغسطس – تشارلز كوبرن (مواليد 1877)

### سبتمبر
- 22 سبتمبر – ماريون ديفيز (مواليد 1897)
- 23 سبتمبر – جون إلدريدج (مواليد 1904) ممثل أمريكي.
- 26 سبتمبر – تشارلز إروين ويلسون (مواليد 1890) سياسي من الولايات المتحدة الأمريكية.
- 26 سبتمبر – خوانيتا هانسن (مواليد 1895)

### أكتوبر
- 1 أكتوبر – دونالد كوك (مواليد 1901) ممثل أمريكي.
- 2 أكتوبر – ليو ولمان (مواليد 1890) عالم اقتصاد أمريكي.
- 12 أكتوبر – اوجين جاك بولارد (مواليد 1895)
- 15 أكتوبر – فرانك دي وليامز (مواليد 1893) مصور سينمائي أمريكي.

### نوفمبر
- 13 نوفمبر – والي براون (مواليد 1904) ممثل من الولايات المتحدة الأمريكية.
- 19 نوفمبر – دوروثي هيوارد (مواليد 1890) كاتبة مسرحية أمريكية.
- 26 نوفمبر – هنري ستيلس بريدجس (مواليد 1898) سياسي أمريكي.

### ديسمبر
- 13 ديسمبر – جدة موسى (مواليد 1860) فنانة أمريكية.
- 17 ديسمبر – ليليان تراشر (مواليد 1887) مبشّرة من الولايات المتحدة الأمريكية.
- 22 ديسمبر – ديك إليوت (مواليد 1886)
- 28 ديسمبر – إديث ويلسون (مواليد 1872) سياسية من الولايات المتحدة الأمريكية.